# Top Liga
Die Top Liga Kirgisistans (kirgisisch Топ Лига Кыргызстана) ist die höchste Spielklasse des nationalen Fußballverbands von Kirgisistan und wird seit der Unabhängigkeit des Landes 1992 ausgetragen. Rekordsieger ist FK Dordoi Bischkek, welcher die Meisterschaft dreizehn Mal gewann.

## Geschichte
Im Ligasystem der Sowjetunion erreichte kein Verein aus Kirgisistan die erstklassige Wysschaja Liga, Alga Bischkek konnte sich jedoch für 13 Spielzeiten in der zweitklassigen Perwaja Liga halten. Nach dem Zerfall der Sowjetunion und der Unabhängigkeit Kirgisistans gründete sich 1992 der kirgisische Fußballverband  Football Federation of Kyrgyz Republic und veranstaltet die Top-Liga. Die Anzahl der teilnehmenden Mannschaften wechselte jährlich, die Höchstzahl waren 20 teilnehmende Mannschaften in der Saison 1998. In den letzten Jahren wurde die Liga mit weniger als zehn Vereinen ausgespielt. Auch der Austragungsmodus wurde oft geändert, unter anderem gab es in einigen Spielzeiten Playoffs nach Beendigung des Meisterschaftsrunde. Die Austragung der Saison folgt wie vormals in der Sowjetunion dem Jahreszyklus und geht von März bis Oktober.
Aktuell treten die teilnehmenden Mannschaften im Rundenturnier je nach Anzahl der Teilnehmer drei- oder viermal gegeneinander an. Der Verein mit den meisten Punkten am Ende der Saison ist kirgisischer Fußballmeister und qualifiziert sich dadurch für den AFC Cup. Auch der Vizemeister ist für diesen Wettbewerb qualifiziert. Den Unterbau der Top Liga bildet die Pervaya Liga, welche in zwei Gruppen ausgespielt wird.

## Aktuelle Saison
In der Saison 2024 nahmen die folgenden zehn Mannschaften am Spielbetrieb teil.
| Mannschaft             | Standort      | Stadion                          |
| ---------------------- | ------------- | -------------------------------- |
| Abdish-Ata Kant        | Kant          | Stadion Sportkompleks Abdysh-Ata |
| Alai Osch              | Osch          | Sujumbajew-Stadion               |
| Alga Bischkek          | Bischkek      | Dolen-Omurzakov-Stadion          |
| FK Dordoi Bischkek     | Bischkek      | Dolen-Omurzakov-Stadion          |
| Ilbirs Bischkek        | Bischkek      | Futboln'yi Centr FFKR            |
| FK Kara-Balta          | Karabalta     | Stadion Manas                    |
| Muras United FC        | Dschalal-Abad | Stadion Kurmanbek                |
| FC Neftchi Kochkor-Ata | Kotschkor-Ata | Stadion Neftyannik Kochkor-Ata   |
| OshMU Aldier FC        | Osch          | Sujumbajew-Stadion               |
| FK Talant              | Kant          | Sport City Stadion               |

## Alle Meister
| - 1992: FK Alga Bischkek - 1993: FK Alga-RIIF Bischkek - 1994: FC Kant-Oil - 1995: FC Kant-Oil - 1996: FK Metallurg Kadamdschai - 1997: FK Dinamo Bischkek - 1998: CAG-Dinamo-MVD Bishkek - 1999: CAG-Dinamo Bishkek - 2000: SKA-PVO Bishkek - 2001: SKA-PVO Bishkek - 2002: SKA-PVO Bishkek - 2003: FC Zhashtyk-Ak-Altyn Kara-Suu - 2004: FK Dordoi Dynamo Naryn - 2005: FK Dordoi Dynamo Naryn - 2006: FK Dordoi Dynamo Naryn | - 2007: FK Dordoi Dynamo Naryn - 2008: FK Dordoi Dynamo Naryn - 2009: FK Dordoi Dynamo Naryn - 2010: FC Neftchi Kochkor-Ata - 2011: FK Dordoi Bischkek - 2012: FK Dordoi Bischkek - 2013: FK Alai Osch - 2014: FK Dordoi Bischkek - 2015: FK Alai Osch - 2016: FK Alai Osch - 2017: FK Alai Osch - 2018: FK Dordoi Bischkek - 2019: FK Dordoi Bischkek - 2020: FK Dordoi Bischkek - 2021: FK Dordoi Bischkek | - 2022: Abdish-Ata Kant - 2023: Abdish-Ata Kant - 2024: Abdish-Ata Kant |

## Rekordmeister
| Verein                                     | Titel | Jahr                                                                         |
| ------------------------------------------ | ----- | ---------------------------------------------------------------------------- |
| FK Dordoi Dynamo Naryn/ FK Dordoi Bischkek | 13    | 2004, 2005, 2006, 2007, 2008, 2009, 2011, 2012, 2014, 2018, 2019, 2020, 2021 |
| FK Alga Bischkek/ SKA-PVO Bishkek          | 5     | 1992, 1993, 2000, 2001, 2002                                                 |
| FK Alai Osch                               | 4     | 2013, 2015, 2016, 2017                                                       |
| FK Dinamo Bischkek/ CAG-Dinamo Bishkek     | 3     | 1997, 1998, 1999                                                             |
| Abdish-Ata Kant                            | 3     | 2022, 2023, 2024                                                             |
| FC Kant-Oil                                | 2     | 1994, 1995                                                                   |
| FC Metallurg Kadamjay                      | 1     | 1996                                                                         |
| FC Zhashtyk-Ak-Altyn Kara-Suu              | 1     | 2003                                                                         |
| FC Neftchi Kochkor-Ata                     | 1     | 2010                                                                         |